# Fusil General Liu
El fusil General Liu fue llamado en honor a su inventor y primer Superintendente del Arsenal de Hanyang, el General Qing En Liu (1869-1929), ya que este fusil nunca recibió otra designación. Fue el primer fusil semiautomático de origen chino.

## Descripción
El fusil empleaba un sistema de "trampa de gas" en la boca del cañón, similar al del Bang M1922. Otros fusiles que emplearon este sistema fueron el Gewehr 41 y los primeros modelos de serie del M1 Garand. El modo de operación del fusil podía cambiarse de semiautomático a cerrojo rectilíneo al girar en sentido antihorario el cilindro ubicado sobre la boca del cañón. Para volver al modo semiautomático, se debía girar el cilindro en sentido horario. La culata tenía un compartimiento para almacenar herramientas de limpieza.

## Historia
A inicios de 1914, el General Liu contactó a la Pratt & Whitney Tool Company de Hartford, a fin de comprar maquinarias para el Arsenal de Hanyang. El 11 de abril se firmó un contrato por valor de 1.082.500 dólares con la compañía, con un tiempo de entrega de 24 meses. Más tarde en ese mismo año, Liu llegó a Hartford con su familia y siete subordinados en septiembre, a fin de familiarizarse con las maquinarias. Liu se quedó en Hartford por lo menos hasta junio de 1915. El 8 de septiembre de 1916, se probaron dos versiones del fusil en el Terreno de Pruebas de Nan Yuan, en Pekín. La primera versión había sido fabricada en el Arsenal de Hanyang, con un muelle recuperador hecho a mano, mientras que la segunda había sido fabricada por la Pratt & Whitney, con un muelle recuperador fabricado mecánicamente. La prueba reveló que los muelles hechos a mano eran demasiado débiles para accionar el mecanismo de recarga, al contrario de los producidos en Estados Unidos. En 1918, Julian Hatcher probó dos fusiles General Liu en el Arsenal de Springfield. En el verano de 1919, durante una reunión del Departamento del Ejército, Liu sufrió un derrame cerebral que le paralizó un lado de su cuerpo, supuestamente al enterarse de que el barco que transportaba la maquinaria se hundió durante su travesía a China. Ese mismo año la maquinaria fue recuperada y llegó a Shanghái. Estuvo guardada en un almacén hasta 1921, cuando fue desviada al Arsenal de Gongxian.